# Soju
Soju is een Koreaans gedistilleerde drank die meestal gemaakt wordt van rijst. Aanvulling maar ook hoofdingrediënten zijn vaak tarwe, zoete aardappel, gerst en maniokwortel. Soju is helder van kleur, het alcoholpercentage varieert van 12 tot 45 procent, waarbij de 20 procent het meest voorkomt.
Soju wordt vaak gedronken in combinatie met anju, Koreaanse aperitiefhapjes.